# South Canal
South Canal – jednostka osadnicza w Stanach Zjednoczonych, w stanie Ohio, w hrabstwie Trumbull. Według danych z 2000 roku miejscowość miała 1346 mieszkańców.